# Čukarica

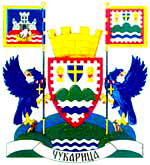
Čukaricas vapen

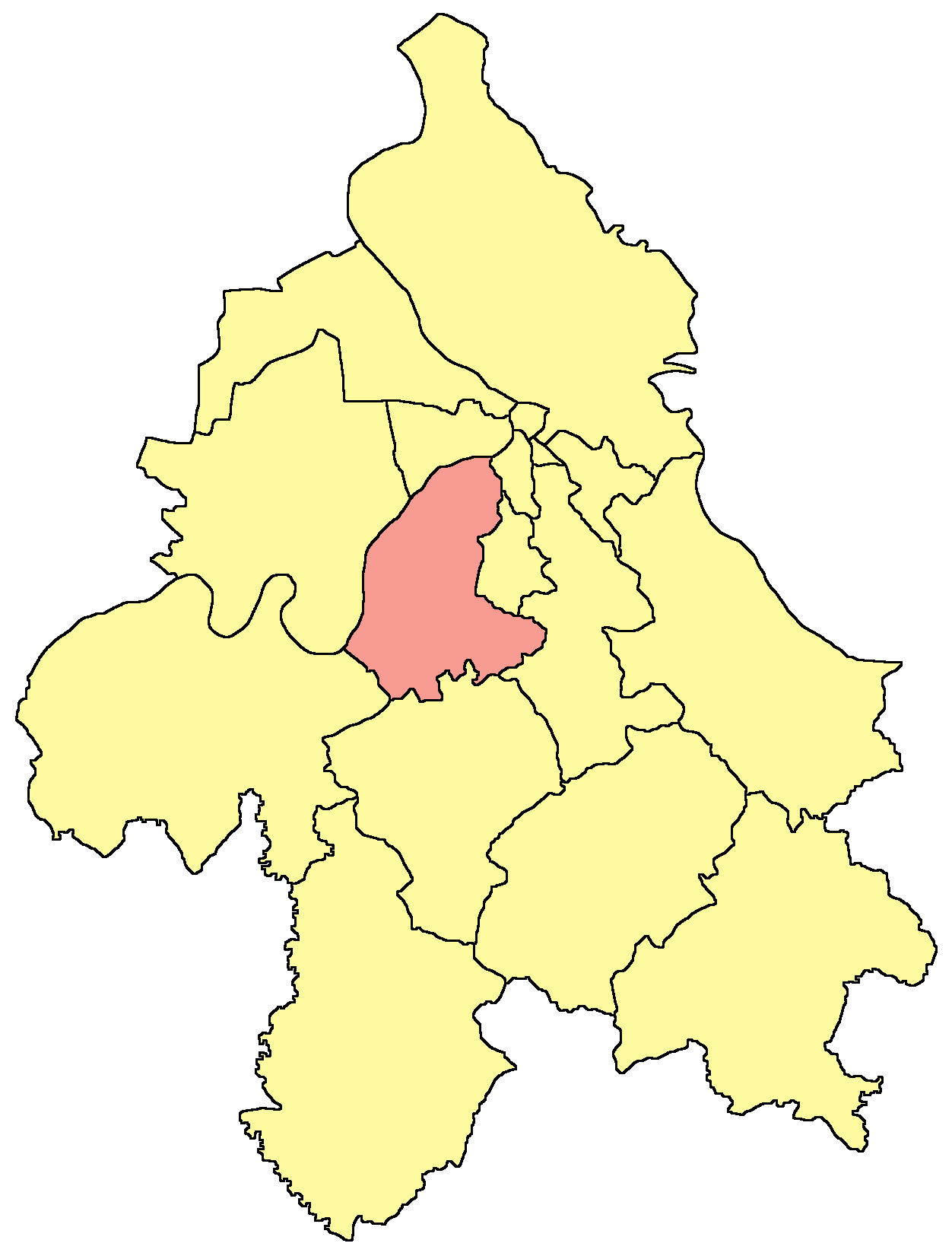
Čukarica i Belgrads stad

Čukarica (Чукарица) är en av 17 kommuner i Serbiens huvudstad Belgrad. Efter invånarantalet är Čukarica den näst största kommunen i Belgrad efter Novi Beograd. På en yta av 156 km² lever 168 508 personer (2002). Enligt inofficiella källor hade Čukarica 175 057 invånare 2005.
Området Čukarica, som har gett namn åt kommunen, ligger på en klippa vid floden Savas östra strand, sydväst om Belgrads centrum.

## Kvarter
| - Ada Ciganlija - Azbestno Naselje - Banovo Brdo - Bele Vode - Careva Ćuprija | - Cerak - Cerak II - Cerak Vinogradi - Čukarica - Čukarička Padina | - Filmski Grad - Golf Naselje - Julino Brdo - Košutnjak - Makiš | - Novi Železnik - Orlovača - Repište - Rupčine - Stari Cerak | - Sunčana Padina - Žarkovo - Žarkovo Selo - Železnik - Železnik Selo |

## Befolkningshistorik
- 1961 - 53 060
- 1971 - 102 189
- 1981 - 132 123
- 1991 - 150 257
- 2002 - 168 508
- 2005 - 175 057

## Galleri

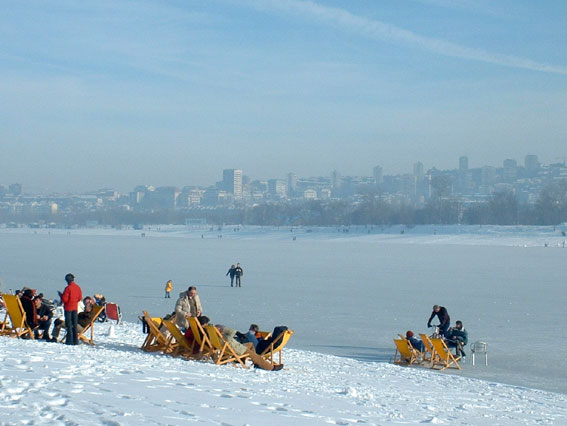
Ada Ciganlija på vintern
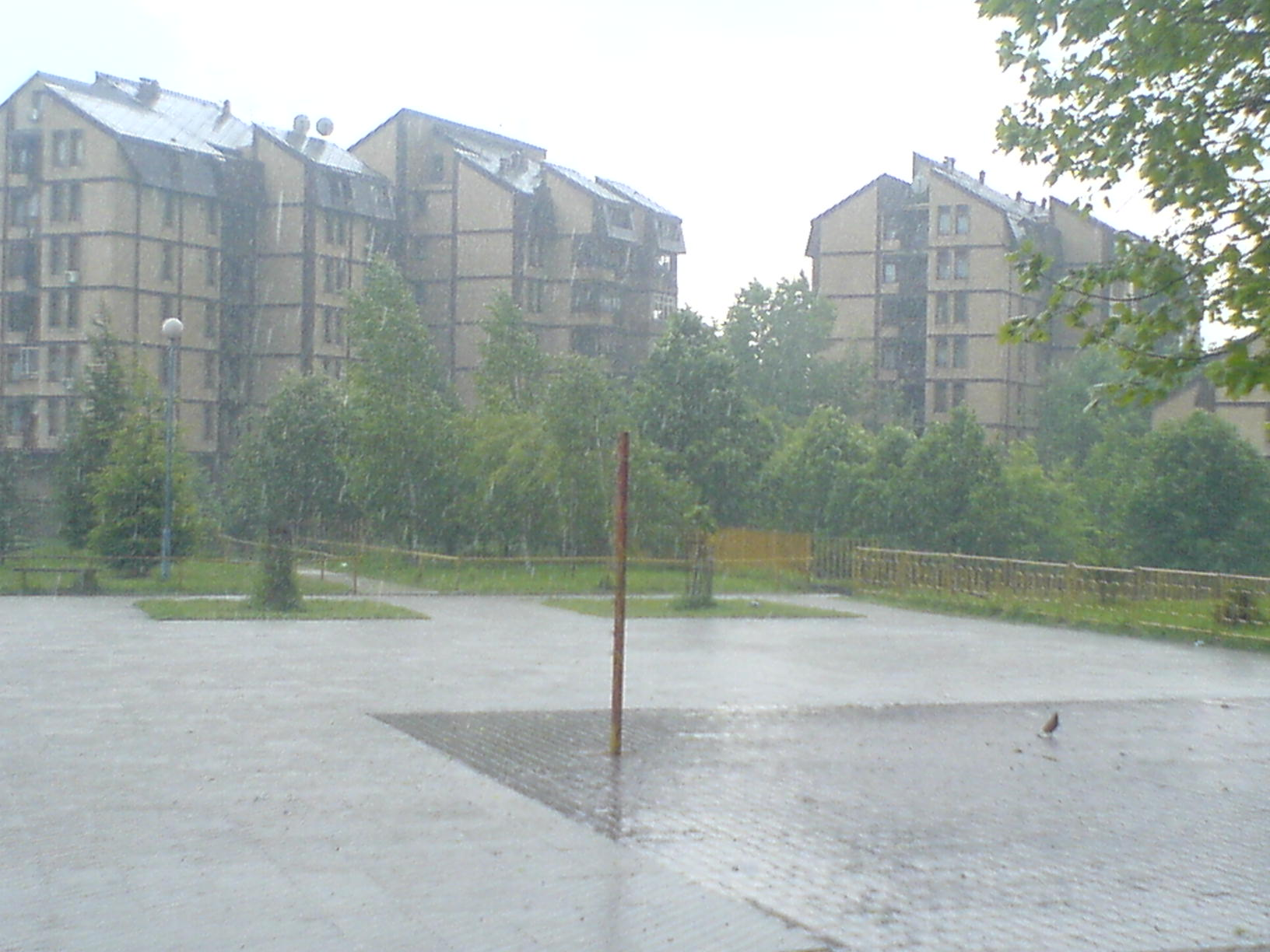
Bostadshus i Cerak